# Lasiopetalum
Lasiopetalum  es un género de fanerógamas  perteneciente a la familia Malvaceae con alrededor de 35 especies de arbustos nativos de Australia. Es afín a los géneros Guichenotia y Thomasia. La mayor diversidad de especies se encuentra en Australia occidental, donde se localizan 24 especies 8 de las cuales son endémicas de la región. Vegetan en las tierras bajas de los bosques esclerófilos y brezales.
El género fue identificado por James Edward Smith en 1798, quien no designó ninguna especie tipo. Su nombre deriva del griego antiguo lasios = velloso y el griego botánico petalon = pétalo y hace referencia al cáliz velloso.
Lasiopetalum estuvo anteriormente clasificado en la familia Sterculiaceae. sin embargo esa familia ha sido sumida en una más expandida familia Malvaceae. Dentro de esta familia da nombre a su tribu Lasiopetaleae, la cual contiene alrededor de diez géneros la mayor parte ubicados en Australia. Está estrechamente emparentado con Guichenotia, aunque la relación exacta y la descripción del género está aún pendiente de ulteriores investigaciones.
La mayoría de las especies son arbustos muy ramificados extendidos o postrados. Los tallos, hojas y flores son normalmente pubescentes. Las hojas están dispuestas de forma alterna a lo largo de los tallos. Las cabezas florales pueden ser tanto axilares como terminales, con flores pequeñas. Los cálices pentalobulados son vellosos con diminutos pétalos.
Los miembros del género a pesar de tener abundantes y atractivos brotes pubescentes de color rojizo raramente se cultivan, aunque varios sí eran cultivados en la Inglaterra del siglo XIX.

## Especies seleccionadas
| - Lasiopetalum acutiflorum - Lasiopetalum angustifolium - Lasiopetalum arborescens - Lasiopetalum baueri - Lasiopetalum behrii | - Lasiopetalum bracteatum - Lasiopetalum capitellatum - Lasiopetalum cardiophyllum - Lasiopetalum compactum - Lasiopetalum confertiflorum |